# Óscar Siafá
Juan José Óscar Siafá Etoha (Leganés, 12 de septiembre de 1997) es un futbolista hispano-ecuatoguineano que juega como delantero en el C. S. M. Slatina de la Liga II. Es internacional con la selección de Guinea Ecuatorial.

## Trayectoria
Nació en Leganés y se formó en las categorías inferiores del Real Madrid C. F. hasta la etapa de juvenil. 
En la temporada 2017-18 se comprometió con el C. D. Móstoles U. R. J. C. para jugar en su filial. La campaña siguiente firmó por el Elche Ilicitano Club de Fútbol y a mitad de curso se marchó al C. D. Eldense.
En la temporada 2019-20 recaló el Fútbol Club Cartagena "B". El 13 de noviembre de 2019 logró debutar con el primer equipo del F. C. Cartagena en la Segunda División B, en un encuentro que acabaría con victoria por un gol a dos frente al C. D. Don Benito.
El 16 de enero de 2020 firmó por la U. D. Alzira, y en octubre de ese mismo año se comprometió con el Club Deportivo Laredo.
El 21 de septiembre de 2021 firmó por el Olympiakos Volou, por aquel entonces en la Segunda Superliga de Grecia, por una temporada. De cara a la siguiente cambió de equipo pero no de ciudad, incorporándose al Niki Volos F. C. a inicios de agosto.
En octubre de 2023 fichó por la U. S. Alessandria Calcio 1912 con un contrato hasta el final de la campaña. La siguiente se marchó a Malta para jugar en el Birkirkara F. C., aunque en enero de 2025 regresó a Italia tras unirse al F. C. Pro Vercelli 1892.
El 4 de julio de 2025, firmó por el C. S. M. Slatina en la Liga II de Rumanía.

## Selección nacional
Es internacional por la selección de fútbol de Guinea Ecuatorial, con la que hizo su debut el 7 de septiembre de 2021 en un encuentro contra Mauritania que concluyó con victoria por un gol a cero.

## Clubes
| Club                           | País    | Año       |
| ------------------------------ | ------- | --------- |
| C. D. Móstoles U. R. J. C. "B" | España  | 2017-2018 |
| Elche Ilicitano C. F.          | España  | 2018-2019 |
| C. D. Eldense                  | España  | 2019      |
| F. C. Cartagena "B"            | España  | 2019-2020 |
| U. D. Alzira                   | España  | 2020      |
| C. D. Laredo                   | España  | 2020-2021 |
| Olympiakos Volou               | Grecia  | 2021-2022 |
| Niki Volos F. C.               | Grecia  | 2022-2023 |
| U. S. Alessandria Calcio 1912  | Italia  | 2023-2024 |
| Birkirkara F. C.               | Malta   | 2024-2025 |
| F. C. Pro Vercelli 1892        | Italia  | 2025      |
| C. S. M. Slatina               | Rumania | 2025-     |